# دیدار پایانی لیگ قهرمانان آسیا ۲۰۱۳
فینال لیگ قهرمانان آسیا ۲۰۱۳ رقابت نهایی بین دو تیم راه یافته به مرحلهٔ نهایی لیگ قهرمانان آسیا ۲۰۱۳ نیز بود. دو تیم سئول از کره جنوبی و گوانگ‌ژو اورگراند از چین، با پشت سر گذاشتن حریفان خود، موفق به رسیدن به مرحلهٔ فینال این دوره از مسابقات لیگ قهرمانان آسیا شدند.
بازی رفت فینال در تاریخ ۲۶ اکتبر ۲۰۱۳ در ورزشگاه جام جهانی سئول شهر سئول و به میزبانی تیم سئول به انجام رسید که با نتیجهٔ تساوی دو بر دو به پایان انجامید.
بازی برگشت فینال در تاریخ ۹ نوامبر ۲۰۱۳ در ورزشگاه تیانهه شهر گوانگ‌ژو و به میزبانی تیم گوانگ‌ژو اورگراند به انجام رسید که با نتیجهٔ تساوی یک بر یک خاتمه یافت.
نتیجه ، مجموعاً به تساوی سه بر سه ختم شد اما به دلیل گل زدهٔ بیشتر تیم گوانگ‌ژو اورگراند در خانهٔ حریف ، این تیم به مقام قهرمانی دست یافت و ضمن قهرمانی لیگ قهرمانان آسیا، جواز حضور در جام باشگاه‌های جهان ۲۰۱۳ را بدست آورد.

## فینال
| تیم ۱ | نتیجه‌نهایی | تیم ۲            | بازی رفت | بازی برگشت |
| ----- | ---------- | ---------------- | -------- | ---------- |
| سئول  | ۳–۳        | گوانگ‌ژو اورگراند | ۲–۲      | ۱–۱        |

### دور رفت
| سئول                         | ۲ – ۲ | گوانگ‌ژو اورگراند          |
| ---------------------------- | ----- | ------------------------- |
| اسکودرو ۱۱' · دامیانوویچ ۸۳' |       | الکسون ۳۰' · گائو لین ۵۸' |

| سئول | گوانگ‌ژو اورگراند |

### دور برگشت
| گوانگ‌ژو اورگراند | ۱ – ۱ | سئول           |
| ---------------- | ----- | -------------- |
| الکسون ۵۸'       |       | دامیانوویچ ۶۳' |

| گوانگ‌ژو اورگراند | سئول |